# Kiritana
Kiritana is een bestuurslaag in het regentschap Oost-Soemba van de provincie Oost-Nusa Tenggara, Indonesië. Kiritana telt 797 inwoners (volkstelling 2010).